# پورشه ۹۱۹ هایبرید
پورشه ۹۱۹ هایبرید یک خودروی مسابقه‌ای هایبریدی در کلاس لمانز پروتوتایپ است که توسط پورشه ساخته و برای فصول ۲۰۱۴، ۲۰۱۵، ۲۰۱۶ و ۲۰۱۷در سری مسابقات جهانی استقامتی استفاده شده است. این خودرو دارای یک موتور بنزینی دو لیتری وی۴ وسط تک توربوشارژر است که ۵۰۰ اسب بخار (۳۷۰ کیلووات) قدرت تولید می‌کند. همچنین از دو سیستم هایبریدی بازیابی انرژی جداگانه برای بازیابی انرژی حرارتی از گازهای خروجی و تبدیل انرژی جنبشی به انرژی الکتریکی تحت ترمز برای ذخیره‌سازی در باتری یون‌لیتیم استفاده می‌کند.
در ۴ مارس ۲۰۱۴، پورشه ۹۱۹ هایبریدی برای اولین بار در نمایشگاه خودرو ژنو در معرض دید مطبوعات قرار گرفت.
پورشه دو خودرو را که توسط شش راننده رانندگی می‌شد، برای این فصل معرفی کرد.

در سال ۲۰۱۵، پورشه با توسعه بیشتر این خودرو خود را در معرض قهرمانی مسابقات می‌دید، برنهارد، هارتلی و وبر چهار مسابقه از هشت مسابقه فصل را بردند تا مسابقات جهانی استقامتی در سال ۲۰۱۵ و قهرمانی تولیدکنندگان جهان را کسب کنند.

ارل بمبر، نیکو هولکنبرگ و نیک تندی برنده مسابقات ۶ ساعت اسپا-فرانکورشامپ و ۲۴ ساعت لمانز ۲۰۱۵ شدند.
در ۲۹ ژوئن ۲۰۱۸، پورشه، مدل ۹۱۹ ایو را برای تست و ثبت رکورد به پیست نوربورگ‌رینگ برد، برنارد با ثبت زمان یک دور کامل در ۵ دقیقه و ۱۹٫۵۴۶ ثانیه، رکورد قبلی این پیست که با زمان ۶ دقیقه و ۱۱٫۱۳ ثانیه را که در ماه مه ۱۹۸۳ توسط استفان بلوف با پورشه ۹۵۶ ثبت شده بود، شکست تا سریعترین خودرو پیست جهنم سبز لقب بگیرد.

## توسعه

### طرح اولیه
در اواسط ماه می سال ۲۰۱۱، پورشه تصمیم گرفت به عنوان تیم در کلاس لمانز پروتوتایپ ۱ (ال‌ام‌پی۱) در مسابقات جهانی استقامتی فیا شرکت کند، این مسابقات از سال ۲۰۱۲ آغاز می‌شد. دو ماه بعد، پورشه به صورت عمومی برنامه حضور خود در مسابقات را اعلام همچنین پورشه تأیید کرد که خودرو در سال ۲۰۱۴ به نمایش در خواهد آمد. در این زمان، مرکز ورزش‌های موتوری پورشه فلیچ در وایساخ به ۲۰۰ کارمند تمام وقت که بر روی طراحی، مونتاژ و توسعه پروژه کار می‌کردند، گسترش پیدا کرد. اواخر سال ۲۰۱۱، پورشه فریتز انزینگر از برند آلمانی، بی‌ام‌و را به عنوان معاون رئیس گروه ال‌ام‌پی۱ استخدام کرد. انزینگر بر سازماندهی ساخت خودرو نظارت داشت. در پایان سال، پورشه الکس هیتزینگر، رئیس سابق توسعه فرمول یک برای سازنده موتور کاسورث و بعداً رئیس فناوری‌های پیشرفته ردبول ریسینگ را برای نظارت بر طراحی فنی خودرو شد استخدام کرد.
این خودرو ۹۱۹ هایبرید نامگذاری شد تا فرهنگ عامه پورشه را در فناوری خودروی هیبریدی را به رسمیت بشناسد و به سنت خود برای داشتن خودروهایی با نام‌های مشابه که در مسابقات ۲۴ ساعته لمانز شرکت می‌کردند، احترام بگذارد. این اولین خودروی نمونه اولیه ورزشی پورشه از زمان معرفی پورشه آراس اسپایدر در سال ۲۰۰۵ بود، همچنین اولین خودروی نمونه اولیه که پورشه برای رقابت در بالاترین کلاس مسابقات خودروهای ورزشی از زمان پورشه ۹۱۱ جی‌تی۱–۹۸ و پورشه ال‌ام‌پی۱–۹۸ که در سال ۱۹۹۸ ساخت.
این خودرو اولین خودرو ورزشی بود که توسط پورشه به عنوان پروژه کارخانه‌ای در مسابقات حضور پیدا کرد. در مجموع نه شاسی ساخته شد.

## تاریخچه مسابقات

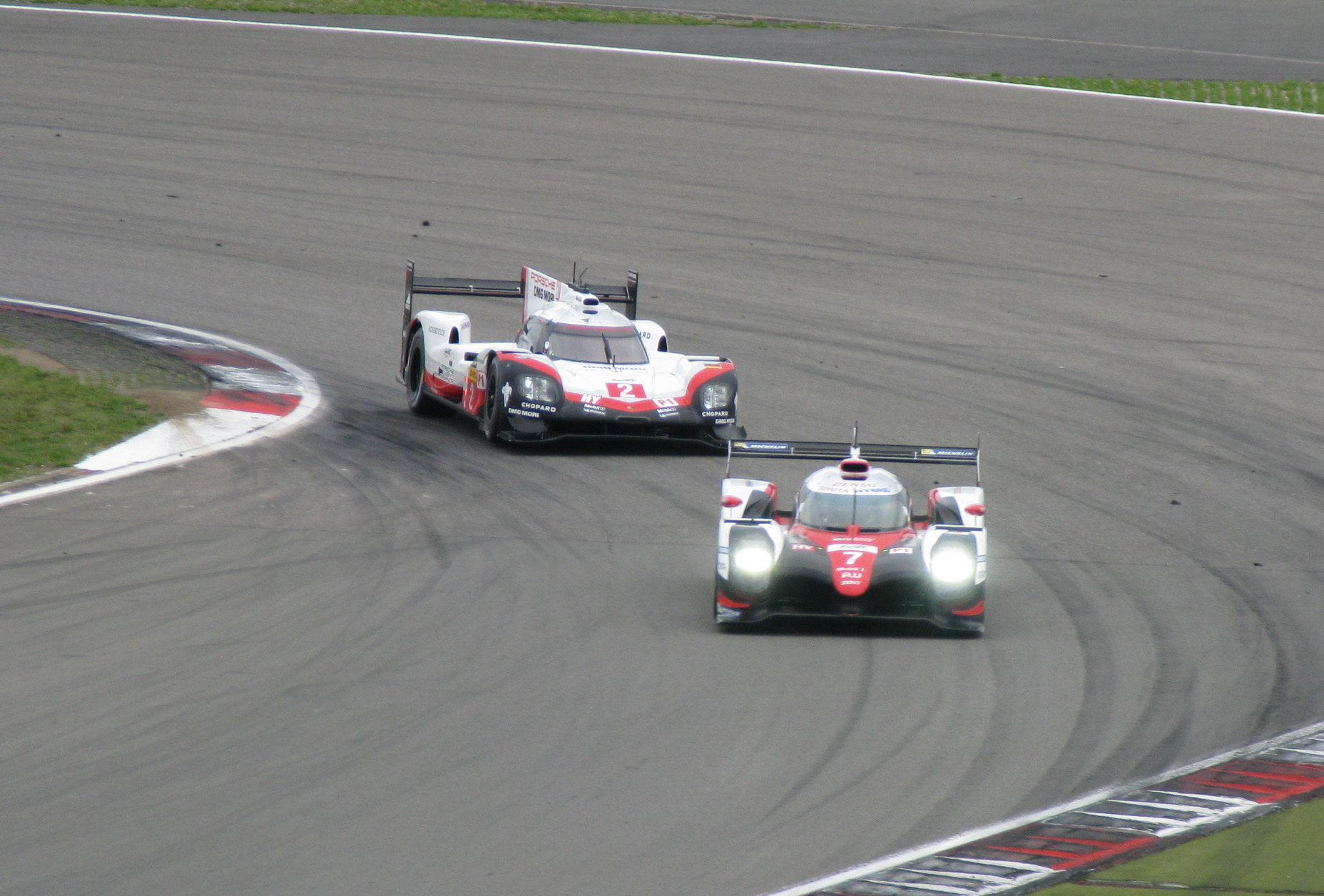
رتبه هفتم: تویوتا TS050 از تیم تویوتا گازو ریسینگ، رتبه دوم: پورشه 919 از تیم پورشه LMP.

### ۲۰۱۴
در مسابقه افتتاحیه فصل ۲۰۱۴ و در مسابقه ۶ ساعت سیلورستون، خودروی شماره ۱۴ به رانندگی دوما و جانی از که از جایگاه سوم شروع کردند در حالی که خودروی شماره ۲۰ به رانندگی وبر و برنهارد از جایگاه ششم شروع کردند. در دورهای ابتدایی مسابقه، مشکلی در چرخ سمت چپ جلو، جانی را مجبور به ورود به گاراژ کرد و پس از ادامه و ۳۰ دور با مشکل هیدرولیکی غیرمرتبط، خودرو از دور مسابقه خارج شد. برنهارد در ابتدای ساعت دوم مسابقه در دور ۵۳، از خودروی شماره ۷ تویوتا تی‌اس۰۴۰ هایبرید به رانندگی الکساندر وورز عبور کرد تا به جایگاه دوم برسد، اما خودروی شماره ۲۰ پس از شروع باران به دلیل پکیج کم‌نیرو، سرعتش کاهش یافت و در نهایت مسابقه کوتاه‌شده به دلیل شرایط جوی مسابقه را در جایگاه سوم به پایان رساند.
دو هفته بعد، جانی و لیب اولین پل پوزیشن خودرو را در هوای متغیر در ثانیه‌های آخر زمان‌بندی در مسابقه ۶ ساعت اسپافرانکورشان به دست آوردند در حالی که برنارد و هارتلی از جایگاه پنجم شروع می‌کردند. خودروی شماره ۱۴ دو ساعت اول پیشتاز مسابقه بود تا اینکه خودروی شماره ۸ تویوتا به رانندگی سباستین بوئمی از آن عبور کرد. مشکل الکتریکی سیستم هایبرید خودروی شماره ۱۴ را غیرفعال کرد و باعث از دست رفتن دو دور شد و با مشکل دمپر عقب و دو خرابی در محور جلو، خودرو به رتبه ۲۳ کلی سقوط کرد.

## نتایج کلی مسابقات جهانی استقامتی
(key) مسابقات پر رنگ شده نشان دهنده کسب پل پوزیشن. مسابقات ایتالیک نشان دهنده کسب سریعترین دور.
| سال  | تیم       | کلاس      | رانندگان                           | شماره. | راند. | مسابقات       | مسابقات | مسابقات  | مسابقات | مسابقات | مسابقات   | مسابقات | مسابقات      | مسابقات | امتیاز. | رده. |
| سال  | تیم       | کلاس      | رانندگان                           | شماره. | راند. | 1             | 2       | 3        | 4       | 5       | 6         | 7       | 8            | 9       | امتیاز. | رده. |
| ---- | --------- | --------- | ---------------------------------- | ------ | ----- | ------------- | ------- | -------- | ------- | ------- | --------- | ------- | ------------ | ------- | ------- | ---- |
| ۲۰۱۴ | تیم پورشه | ال‌ام‌پی-اچ | رومن دوما نیل جانی مارک لیب        | ۱۴     | ۱–۸   | سیلورستون Ret | اسپا 4  | لمانز 4  | COA 4   | فوجی 4  | شانگهای 3 | بحرین 2 | سائوپائولو 1 |         | ۱۹۳     | 3rd  |
| ۲۰۱۴ | تیم پورشه | ال‌ام‌پی-اچ | تیمو برنارد برندون هارتلی مارک وبر | ۲۰     | ۱–۸   | سیلورستون 3   | اسپا ۸  | لمانز NC | COA 5   | فوجی 3  | شانگهای ۶ | بحرین 3 | SÃO Ret      |         | ۱۹۳     | 3rd  |